# Capo Verde
Capo Verde, ufficialmente Repubblica di Capo Verde (in portoghese República de Cabo Verde), è uno Stato insulare dell'Africa occidentale; abitato da circa 500 000 persone, ha come capitale Praia.
È costituito da un arcipelago di dieci isole vulcaniche (di cui solo una disabitata) situate nell'Oceano Atlantico a circa 500 km al largo delle coste del Senegal e prende il nome dalla penisola di Capo Verde, il punto più occidentale dell'Africa continentale.

## Storia

### Scoperta e colonizzazione

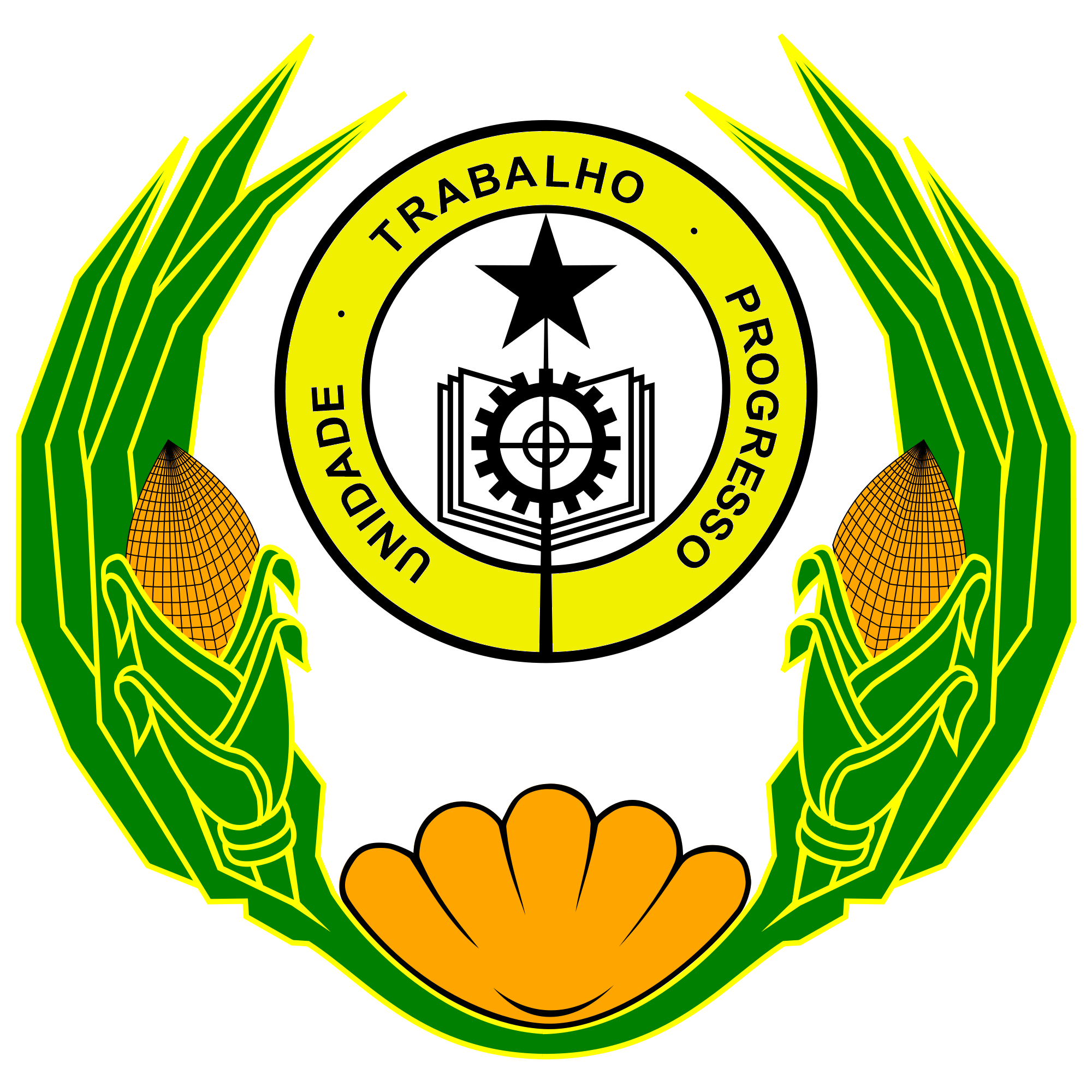
Stemma di Capo Verde dal 1975 al 1992

Nel 1456 Alvise Cadamosto, navigatore veneziano, avvistò al largo della costa occidentale dell'Africa alcune delle isole di Capo Verde. Nello stesso anno, Antonio de Noli, navigatore genovese a capo della spedizione insieme a Vicente Dias e Diogo Gomes, navigatori portoghesi al servizio del Portogallo, sbarcarono nelle isole, descrivendole ufficialmente come terre disabitate. Nel corso del suo terzo viaggio transoceanico del 1498, Cristoforo Colombo sbarcò nelle isole, più precisamente a Boa Vista, scrivendo nel suo giornale: "Hanno un nome ingannatore perché sono alquanto aride e io non vidi in esse alcunché di verde". Vi trovò soltanto capre selvatiche, grandi testuggini e lebbrosi.
Valutando i venti dominanti e le correnti oceaniche nella regione, si può supporre che le isole possano anche essere state visitate da pescatori wolof, sérèr o anche lebu, tribù stanziali della costa della Guinea. La tradizione suggerisce inoltre la visita degli arabi o dei fenici secoli prima dell'arrivo degli europei. L'esploratore portoghese Jaime Cortesão narrò la storia della visita degli arabi ad un'isola chiamata "Aulil" o "Ulil" (forse Sal), dove veniva estratto il sale da saline naturali. Nel 1462 sull'isola di Antonio (cosi veniva chiamata, in seguito prese il nome di São Tiago), Antonio de Noli, primo governatore e proprietario dell'isola, fondò la cittadella di Ribeira Grande, ora Cidade Velha. Capo Verde era anche una base perfetta per l'approvvigionamento e per lo scalo delle navi in viaggio tra l'Europa e l'America e diventò perciò un centro molto importante per il commercio degli schiavi africani.
Nel 1747 l'arcipelago venne colpito dal primo periodo storicamente registrato di crisi per la siccità e la fame, al quale il governo portoghese rimase impassibile, non inviando alcun aiuto. Il declino della tratta degli schiavi segnò inoltre un'altra battuta d'arresto per l'economia, portando nel XIX secolo ad una massiccia emigrazione degli abitanti di Capo Verde verso il New England degli Stati Uniti. I primi capoverdiani arrivati negli Stati Uniti erano uomini reclutati dalle baleniere sull'isola di Brava.
Negli anni '30, '40 e '50 si formò il primo movimento nazionalistico, che usò come mezzo politico un quotidiano, il Claridade.
Durante la colonizzazione portoghese, la siccità cronica dovuta alla deforestazione portò a carestie regolari, senza che la colonia ricevesse alcun aiuto alimentare. Tra il 1941 e il 1948 morirono 50 000 persone, cioè più di un terzo della popolazione, mentre le autorità portoghesi rimanevano indifferenti.

### Indipendenza e monopartitismo
Il 5 luglio 1975 Capo Verde ottenne l'indipendenza dal Portogallo, con presidente Aristides Maria Pereira, primo ministro Pedro Pires e presidente dell'assemblea nazionale popolare Abílio Duarte. Il 16 settembre 1975 venne ammesso tra i membri delle Nazioni Unite. Il Partito Africano per l'Indipendenza della Guinea e di Capo Verde (PAIGC) prese il potere sia nella Guinea-Bissau sia a Capo Verde. In entrambi i Paesi si discusse sull'opportunità di un'unificazione sino al 1980, quando nella Guinea-Bissau vi fu un colpo di Stato.
I capoverdiani abbandonarono il PAIGC che, all'inizio del novembre 1980, cambiò nome in "Partido Africano para a Indipendência de Cabo Verde" (PAICV). In quegli anni fu avviata una forte collaborazione con la Cina, l'URSS, Cuba e altri Paesi del blocco sovietico, senza però rompere i legami con gli Stati Uniti e la Francia.
Quando ha ottenuto l'indipendenza nel 1975, l'arcipelago di Capo Verde ha ereditato una situazione economica difficile, dovuta a diversi anni di siccità e a diversi secoli di stagnazione economica sotto il dominio coloniale portoghese. L'agricoltura del territorio riesce a coprire solo una piccola parte del fabbisogno alimentare, meno del 10%. La bilancia commerciale è in forte deficit, circa il 93%, e le casse dello Stato sono vuote.

### Abbattimento del monopartitismo
A causa del monopartitismo iniziarono delle proteste popolari e nel 1990 l'Assembleia Nacional Popular diede inizio alla revisione della costituzione. Il 28 settembre 1990 venne revocato l'articolo 4 della costituzione nazionale che sanciva il monopartitismo: "Il PAICV è il partito politico e forza dominante della Repubblica di Capo Verde".

### Le prime elezioni e gli anni 2000
Le prime elezioni si tennero il 13 gennaio 1991; ad esse concorsero sia il PAICV che il nuovo partito MpD. Vinse l'MpD, partito che resterà al potere fino al 2001. In questi dieci anni si privatizzarono numerose imprese nazionali, come l'Enacol e la Electra. Dal 1995 al 1997 esplose un'epidemia di colera con 13.000 casi e 240 morti (soprattutto nella capitale Praia); nel 1997 un periodo di siccità distrusse più dell'80% dei raccolti, oltre ad esservi un'invasione di locuste. In questi anni la musica capoverdiana acquistò una certa influenza sulla scena internazionale, grazie alla diffusione dei ritmi popolari come Zouk e Kizomba.
L'arrivo al potere del Movimento per la democrazia (MPD, centro-destra) nel 1991 ha accelerato significativamente la transizione verso l'economia di mercato (iniziata negli anni '80). Il governo lanciò un programma di privatizzazioni di cui beneficiarono gli investitori portoghesi (banche, centrali elettriche, stazioni di servizio, ecc.). Il Portogallo ha così recuperato ciò che aveva perso con la decolonizzazione.
Nel giugno del 2002 il governo fu costretto a chiedere aiuto al World Food Programme delle Nazioni Unite a causa della drammatica scarsità dei raccolti. Nel giugno del 2007 il paese uscì dalla lista dei Paesi meno sviluppati stilata dall'ONU; fu il secondo paese dei 50 elencati a riuscire ad uscire da questa lista, dopo il Botswana nel 1994. Il partito vincitore delle elezioni del 20 marzo 2016 risultò l'MpD, che si aggiudicò sia la presidenza che il ruolo di primo ministro, oltre a 14 delle 16 contee del paese.
Capo Verde produce poco: le sue risorse minerarie sono quasi inesistenti, soffre di siccità cronica e la produzione agricola copre appena il 10% del suo fabbisogno.

## Geografia

### Morfologia
Lo stato di Capo Verde adotta una sorta di divisione amministrativa riferentesi ai venti alisei che giungono dal continente africano, suddividendo l'arcipelago in due raggruppamenti principali: le Ilhas do Barlavento a nord e le Ilhas do Sotavento a sud.
Il gruppo di Barlavento, o Sopravento, è costituito dalle isole di:
- Santo Antão
- São Vicente
- Santa Luzia (disabitata)
- São Nicolau
- Ilha do Sal
- Boa Vista

Il gruppo di Sotavento, o Sottovento, più a sud, include le isole di:
- Maio
- Santiago, che ospita la capitale Praia
- Fogo
- Brava

Con una superficie totale di 4.033 km², Capo Verde è uno dei cinque arcipelaghi atlantici della cosiddetta Macaronesia, arcipelago che comprende anche le Azzorre, Madera, le Canarie e le Selvagge.

### Idrografia
I corsi d'acqua si formano solamente durante la stagione delle piogge, le cosiddette "ribeiras".

### Clima
Il clima a Capo Verde è di tipo tropicale secco, con una temperatura media che oscilla tutto l'anno intorno ai 26 °C. L'escursione termica non supera mai i 10 °C, mentre in mare la temperatura dell'acqua oscilla fra i 22 °C e i 29 °C a seconda delle stagioni.
Nelle isole montuose come Santiago, Santo Antão, São Nicolau e Fogo il sole domina quasi tutto l'anno, mentre il breve periodo delle piogge va da settembre ad ottobre. Boa Vista, Sal e Maio offrono invece un clima nettamente più secco, dovuto ai venti caldi provenienti dal Sahara.
L'approvvigionamento idrico dell'arcipelago è stato sempre problematico a causa dell'esposizione ciclica ad anni di siccità per effetto dei venti sahariani. Il periodo delle piogge è breve, ma è più che sufficiente a sostenere un clima semiarido. Purtroppo, una coincidenza di fattori avversi è in grado di causare periodicamente una drammatica riduzione delle precipitazioni, o in alcuni anni la loro totale scomparsa. L'adozione sia di tecniche moderne di irrigazione ad elevata efficienza che il recupero idrico (condensazione, dissalazione, riciclo) hanno permesso di ottenere un netto miglioramento della situazione. La necessità, d'altro lato, di sostenere una popolazione numerosa rende non facile il mantenimento di un approvvigionamento idrico accettabile nei periodi, sia pur rari, di crisi. La situazione non è equivalente per tutte le isole, essendo maggiormente soggette a periodi di siccità le isole che si affacciano sul deserto del Sahara.
Di seguito sono riportate le condizioni meteo medie.
| Condizioni meteo medie | Temperatura | Precipitazioni |
| ---------------------- | ----------- | -------------- |
| Gennaio                | 24 °C       | 5,3 mm         |
| Febbraio               | 24 °C       | 3,8 mm         |
| Marzo                  | 25 °C       | 1,3 mm         |
| Aprile                 | 25 °C       | 0,0 mm         |
| Maggio                 | 25 °C       | 0,0 mm         |
| Giugno                 | 26 °C       | 0,0 mm         |
| Luglio                 | 27 °C       | 0,8 mm         |
| Agosto                 | 29 °C       | 14,1 mm        |
| Settembre              | 29 °C       | 33,6 mm        |
| Ottobre                | 29 °C       | 6,5 mm         |
| Novembre               | 27 °C       | 2,5 mm         |
| Dicembre               | 25 °C       | 1,6 mm         |

## Popolazione

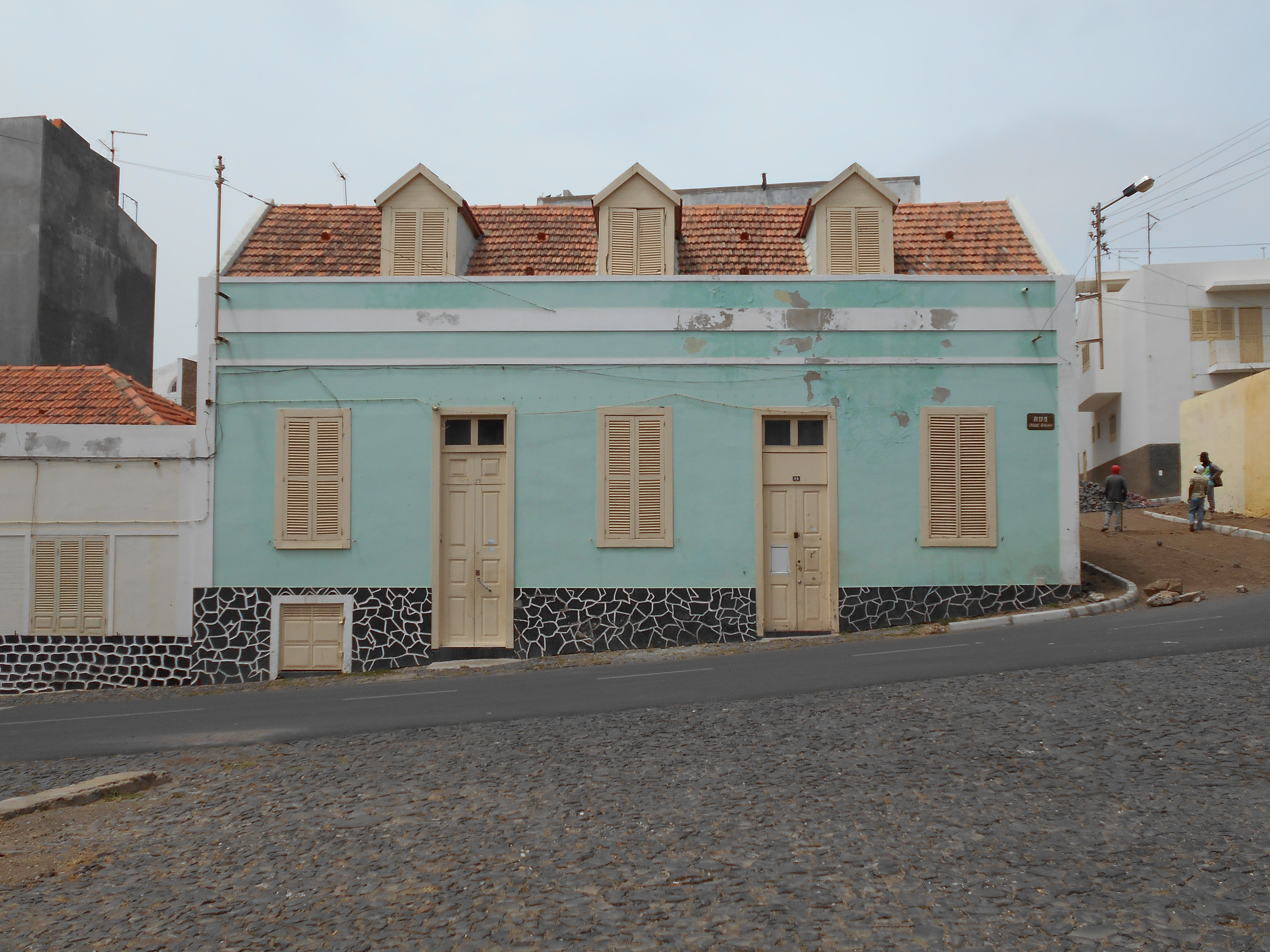
Una tipica casa coloniale a Mindelo, di stile luso-inglese

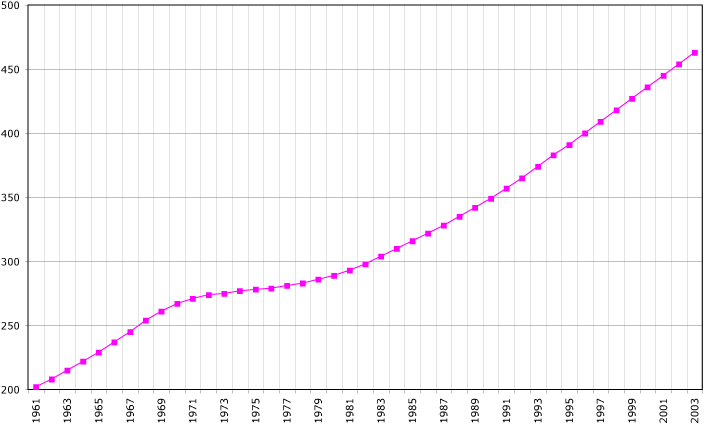
Andamento della popolazione di Capo Verde dal 1961 al 2003

Nel 2000, secondo il CIA Factbook, la nazione aveva una natalità del 23,5 ‰, con una mortalità del 6,2 ‰. L'incremento annuo della popolazione, a causa di una forte emigrazione, si attesta solo al 0,5-0,6 %. Una buona aspettativa di vita, 68 anni per gli uomini e 75 per le donne, accompagna però un tasso di mortalità infantile piuttosto elevato, attorno al 41,4 ‰. Al 2010 la popolazione residente nelle isole era di 510 000 abitanti; a questi si devono aggiungere i circa 700 000 abitanti emigrati all'estero.

### Etnie

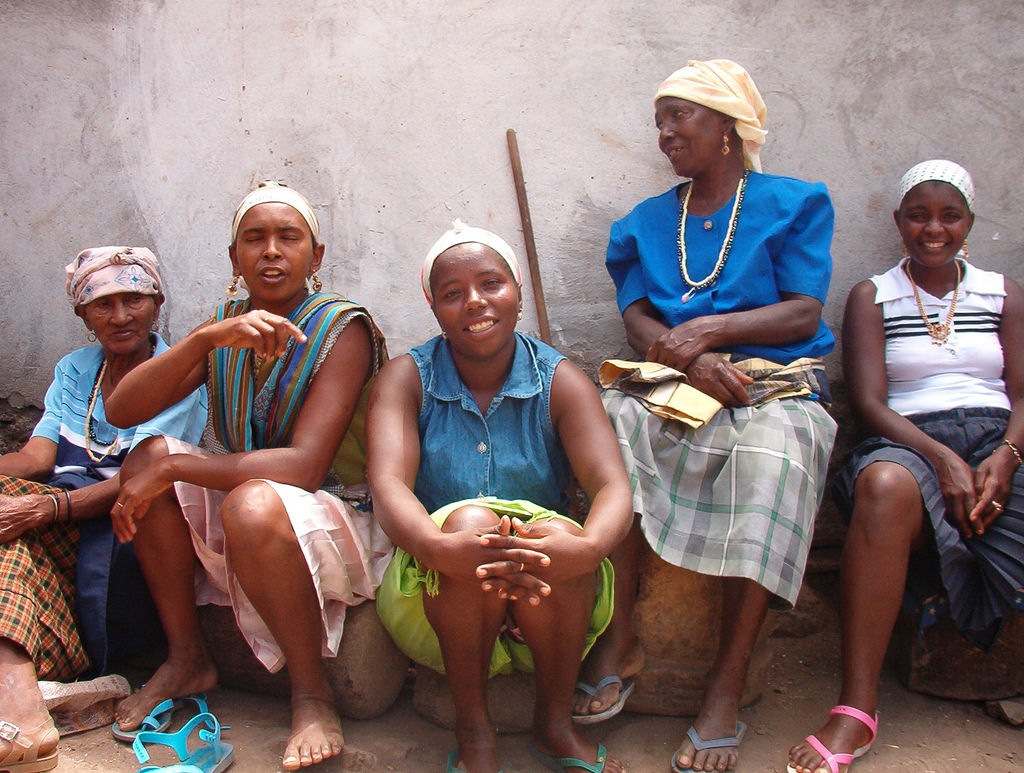
Donne capoverdiane dell'isola di Santiago.

La popolazione attuale di Capo Verde è costituita da diverse etnie, sia africane, come i Fula, i Balanta, i Mandingo, ecc... sia europee, come Italiani, Portoghesi, Spagnoli, Inglesi, che si sono nei secoli completamente mescolate, creando una popolazione denominata la creola di Capo Verde.
Il testo Revue de géographie” del 1879 edito da Ludovic Drapeyron, M. Ch Vélain cita la presenza di una “colonia di viareggini” presso Praia.

### Religioni
Circa il 90% della popolazione si professa cristiana cattolica. In molte aree il cristianesimo ha inglobato elementi della religione animista africana. Sono presenti anche comunità cristiane protestanti, come anche buddiste e musulmane.

### Lingue
La lingua ufficiale dello Stato è il portoghese, ma molto diffuso è il creolo capoverdiano, una lingua creola derivata dal portoghese. In ognuna delle dieci isole si parla un creolo differente, ma negli ultimi anni si sta cercando di attuare un processo di standardizzazione.
Il francese è insegnato nelle scuole come lingua straniera, in quanto Capo Verde è stato membro dell'Organizzazione Internazionale della Francofonia. L'inglese viene insegnato nelle scuole superiori.
Oltre al portoghese, francese e/o inglese è stato proposto di insegnare anche il creolo capoverdiano, ma tale proposta si è scontrata con il fatto che non si saprebbe quale creolo insegnare, in quanto da isola a isola vi è differenza nel parlare, in particolare tra isole di Barlavento e quelle di Sotavento.

## Ordinamento dello Stato

### Suddivisione amministrativa
Lo stato-arcipelago di Capo Verde è amministrativamente suddiviso in 22 contee o comuni; in alcuni casi, tali suddivisioni prendono il nome da uno dei centri abitati ricompresi nel rispettivo ambito territoriale, mentre in altri casi assumono una denominazione diversa. Le contee sono a loro volta suddivise in frazioni (freguesias). Le contee sono classificate in due distretti, corrispondenti ai sotto-arcipelaghi di Barlavento e Sotavento; questa suddivisione non ha però un significato amministrativo specifico.

### Città
Secondo il censimento del 2005, solo tre città di Capo Verde contano più di 10.000 abitanti: la capitale Praia, che conta 113.364 abitanti, Mindelo, con 70.611, e Santa Maria che ne conta 17.231. Mindelo è la capitale culturale dell'arcipelago.

### Istituzioni
Diverse sono le istituzioni statali:
Salute
- Hospital Agostinho Neto, a Praia;
- Hospital Baptista de Sousa, a Mindelo.

Infantili
- FICASE;
- ICCA;
- Acarinhar (privata).

Amministrazione
- Governo;
- MTS (min. Lavoro e solidarietà);
- MJ (min. Gioventù);
- MED (min. Educazione e Sport);
- MS (min. Salute);
- MAI (min. Amministrazione Interna);
- MC (min. Cultura);
- MD (min. Difesa);
- MA (min. Agricoltura);
- MAm (min. Ambiente);
- MT (min. Turismo);
- MNE (Min. Affari dell'Estero);
- Comuni delle isole;
- Tribunal da Relação do Barlavento;
- Tribunal da Relação de Sotavento.

Sicurezza
- Forze Armate;
- Polizia Militare
- Polizia Municipale;
- Polícia Judiciária;
- Piquete.

Statistiche
- INE.

Lavoro
- INPS.

Luce e acqua
- ELECTRA;
- AdS (solo a Santiago).

### Istruzione e università
La scuola primaria a Capo Verde è obbligatoria tra i 6 ed i 16 anni, ed è gratuita dai 6 ai 12 anni. Nel 2008 il rapporto di iscrizione netto per la scuola primaria era dell'84%. Circa l'85% della popolazione di età superiore a 15 anni è alfabetizzata.
I libri di testo sono stati resi disponibili al 90% dei bambini in età scolare, mentre l'83% degli insegnanti ha frequentato istituti per la formazione degli insegnanti. Anche se la maggior parte dei bambini ha accesso all'istruzione, rimangono alcuni problemi: ad esempio, molti studenti e anche alcuni insegnanti parlano il creolo capoverdiano come lingua madre ed hanno una scarsa padronanza del portoghese (che è la lingua d'insegnamento); c'è poi una spesa insufficiente per materiale didattico e libri; infine si rileva un alto tasso di ripetizione. Tra il 2011 e il 2016 si è avviato un processo di rinnovo dei libri scolastici dal primo fino al dodicesimo anno, sostituendo così i libri di testo degli anni '90.
Intitolata allo psicologo e filosofo svizzero Jean Piaget l'Università Jean Piaget di Capo Verde è stata fondata nel 2001.

## Politica
L'arcipelago è indipendente dal 1975 e il governo del paese si basa sui principi democratici di una repubblica parlamentare. Dal 1975 al 1991 fu un paese comunista/socialista. Nonostante la grande povertà e una forte disoccupazione, le isole di Capo Verde non hanno mai conosciuto tensioni sociali o politiche. Le elezioni politiche si sono sempre svolte con regolarità, democraticamente, e senza problemi. Il 20 marzo 2016 viene annunciata la vittoria del MpD, partito che stimola l'investimento di capitali stranieri. Ne è un esempio il complesso Thomas Cook Hotels a Sal e l'Hilton a Praia.

### Adesione all'Unione europea
Esiste un movimento d'opinione, diffuso principalmente in Portogallo, che propone l'ingresso dello stato africano nell'Unione europea. Capo Verde viene infatti vista, da un punto di vista etnico e culturale, come un "ponte" tra l'Africa, l'Europa e l'America Latina. Capo Verde ha adottato un cambio fisso con l'euro ed ha rifiutato l'ingresso nell'Eco e nell'Afro, due monete comuni africane.

## Economia
Circa il 40% della popolazione del paese vive con meno di 2 dollari statunitensi al giorno. Dal 1975 l'economia della nazione è in crescita, crescita che consente al paese di entrare a far parte delle nazioni a reddito medio. La pesca è una delle risorse principali e presenta grandi riserve di tonni, aragoste e marlin blu. Nel corso degli anni, e grazie al turismo, le isole hanno realizzato un forte aumento del PIL. L'agricoltura non è molto avanzata e si coltiva principalmente mais, fagioli, caffè, canna da zucchero e arachidi. Attraverso tecnologie innovative, quali l'irrigazione a goccia, il riciclo e la condensazione dell'acqua, le isole tentano di risparmiare la poca acqua della quale possono usufruire.

### Turismo

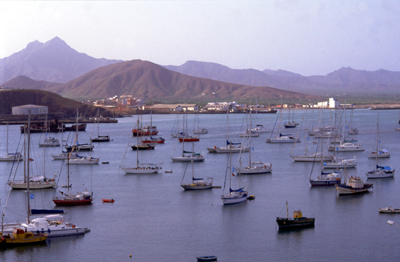
Barche a vela alla fonda nel Porto Grande, a Mindelo sull'isola di São Vicente.

La posizione strategica delle isole come crocevia marittimo e aereo al centro dell'Atlantico ha visto accrescere la sua importanza con i notevoli potenziamenti apportati al Porto Grande, nella città di Mindelo sull'isola di São Vicente, e agli aeroporti Amílcar Cabral sull'isola di Sal e Francisco Mendes sull'isola di Santiago. Nel dicembre del 2007 sull'isola di Boa Vista è stato aperto un nuovo aeroporto internazionale, l'Aristides Pereira, mentre nel 2009 è stato aperto quello di São Vicente, l'aeroporto Cesária Évora.
Nel 1983 a Mindelo sono stati aperti centri di assistenza e riparazioni navali. I porti maggiori sono quelli di Mindelo (Porto Grande) e di Praia, ma tutte le altre isole minori hanno installazioni portuali. Tutti gli aeroporti di Capo Verde, con la sola eccezione di quelli di Brava e Santo Antão, offrono regolari servizi di linea. L'arcipelago ha 3 050 km di strade, dei quali 1 010 sono pavimentati, prevalentemente in ciottolato.
Le prospettive economiche future del Paese dipendono pesantemente del flusso degli aiuti, dal sostegno al turismo, dalle rimesse degli emigrati, dal lavoro per conto degli stati africani confinanti e dai programmi di sviluppo governativi.
Il turismo negli ultimi anni è cresciuto notevolmente; proprio per incrementarlo sono stati costruiti grandi alberghi. In particolare, sulle isole di Boa Vista e di Sal sono stati erette strutture alberghiere per un totale rispettivamente di 8 522 e 14 999 posti letto.
Capo Verde è servito da 4 aeroporti internazionali e 3 domestici. Le isole che hanno un aeroporto internazionale sono São Vicente, Sal, Boa Vista e Santiago. Le isole con aeroporti domestici sono São Nicolau, Maio e Fogo. Gli aeroporti di Santo Antão e Brava sono disattivati al momento. Nel 2012 hanno visitato l'arcipelago circa 533 877 turisti, sorpassando per la prima volta il numero di abitanti.

## Ambiente

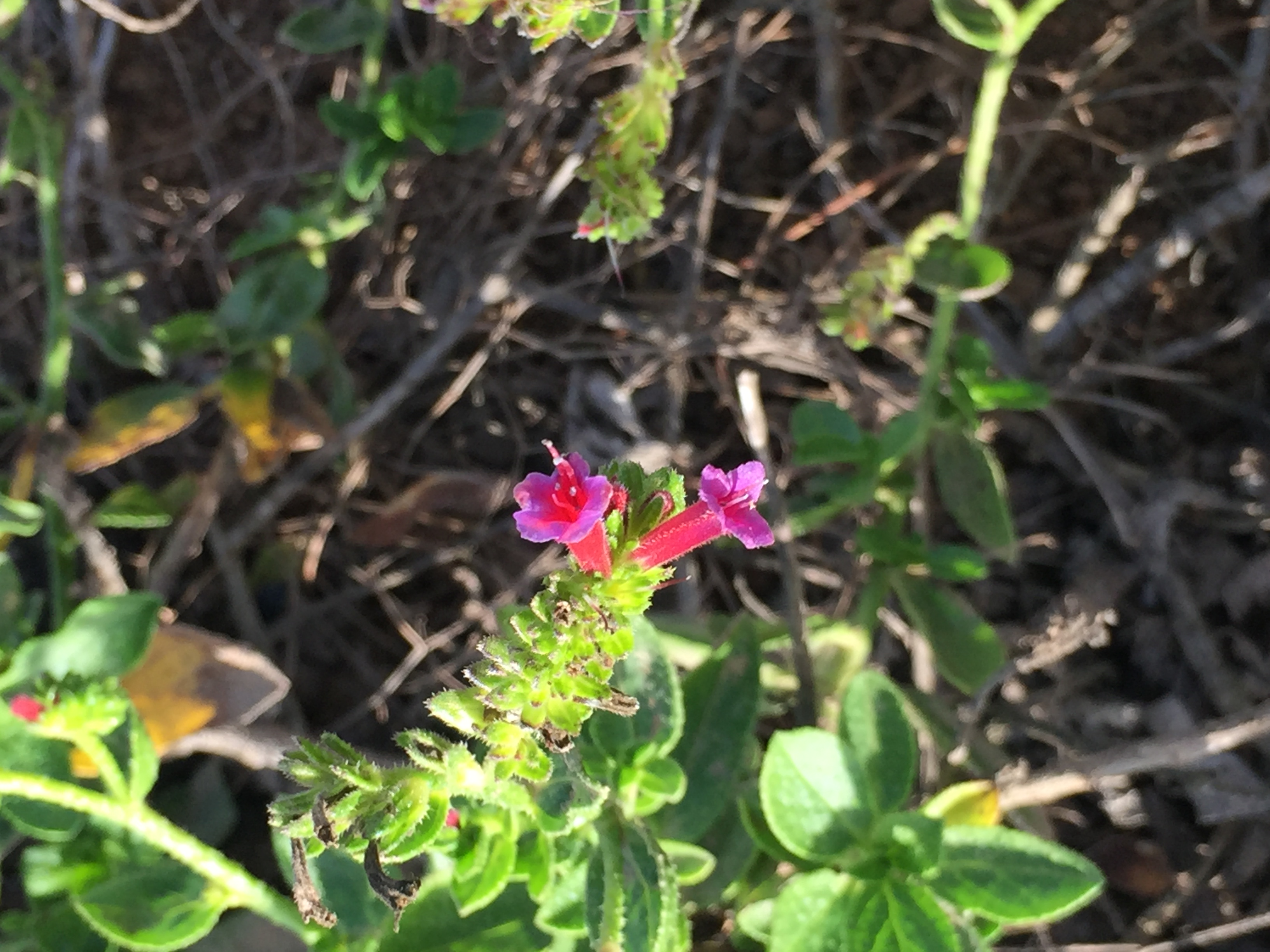
La língua de vaca, Echium stenosiphon

L'isolamento di questo arcipelago, situato a circa 500 chilometri dalle coste africane, ha consentito lo sviluppo di diverse specie endemiche, molte delle quali soffrono ora l'incremento della popolazione.
Charles Darwin ha descritto la geologia, il clima, la fauna e la flora delle isole nel primo capitolo del suo libro, Viaggio di un naturalista intorno al mondo.
Tra gli uccelli endemici dell'arcipelago si citano il rondone di Capo Verde (Apus alexandri), l'airone di Capo Verde (Ardea purpurea bournei), l'allodola di Capo Verde (Alauda razae), la cannaiola di Capo Verde (Acrocephalus brevipennis) e il passero di Capo Verde (Passer iagoensis). Tra i rettili si trova il mite geco gigante di Capo Verde (Tarentola gigas).
Nella flora endemica si citano Dracaena draco, conosciuta come dragoeiro, Echium stenosiphon, conosciuta come língua de vaca, Cocculus pendulus, Tamarix senegalensis, Conyza varia, Phoenix atlantica, Nauplius smithii ed Euphorbia tuckeyana.

## Cultura

### Musica

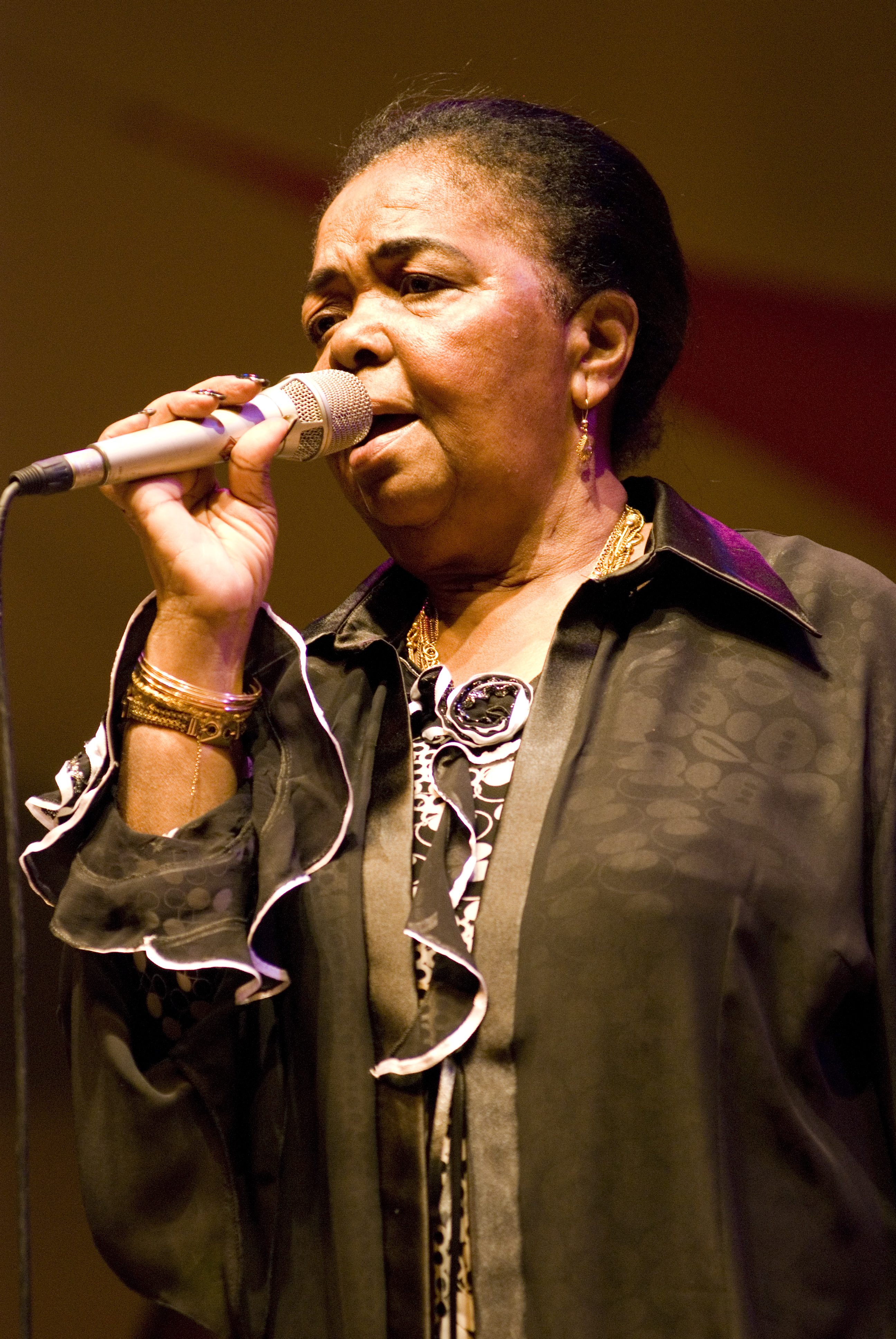
Cesária Évora.

La musica di Capo Verde incorpora influenze africane, portoghesi, caraibiche e brasiliane. Il genere musicale capoverdiano per eccellenza è la morna, una forma di canzone malinconica e lirica in genere cantata in creolo capoverdiano. Altri generi musicali molto popolari nel paese sono la coladeira, la Kizomba, la funaná e il batuque.
Tra gli artisti più conosciuti all'estero figurano Cesária Évora, interprete tradizionale di morna e Ildo Lobo. Ci sono anche diversi artisti nati all'estero, ma di origine capoverdiana, molto noti nella scena internazionale; tra questi Lura, che interpreta sonorità tipiche dell'arcipelago contaminate con il jazz e la musica brasiliana, il pianista jazz Horace Silver, i musicisti Paul Gonsalves e Paul Pena nonché i fratelli Tavares, gruppo musicale r&b-soul.

### Letteratura
La lingua capoverdiana (nelle due varianti) ha una propria letteratura relativamente sviluppata.
Fra i più noti scrittori e poeti capoverdiani si possono citare António Aurélio Gonçalves (São Nicolau), Eugénio Tavares (isola Brava), Carlos Barbosa, Tomé Varela da Silva e Daniel Spínola (Santiago), Sérgio Frusoni e Ovidio Martins (São Vicente) e Luís Romano Madeira de Melo (Santo Antão). Oppure come il poeta capoverdiano Corsino Fortes.

### Patrimoni dell'umanità
Il sito Cidade Velha, centro storico di Ribeira Grande è il primo sito di Capo Verde iscritto, nel 2009, nella Lista dei patrimoni dell'umanità dell'UNESCO.

## Ricorrenza nazionale
- 5 luglio: Dia da Independência: Giorno dell'indipendenza dal Portogallo, nel 1975

## Tradizioni
Sono numerose le tradizioni capoverdiane. Elenco di alcune:

### Carnevale
Festeggiato in tutte le isole, prevalentemente a São Vicente e São Nicolau, in stile Luso-brasiliano, dove tutti partecipano. Generalmente la festa inizia tra Gennaio-Febbraio o Febbraio-Marzo; prima tutte le Domeniche con i Mandinga, persone vestite e dipinte di nero che gridano per strada "oli mendinga teb panhób", e con varie sfilate di scuole, insegnanti e bambini, e l'evento più importante con i quattro gruppi ufficiali: Vindos de Oriente, Monte Sossêgo, abbreviato in Montsû, Flores do Mindelo e Cruzeiros do Norte, inoltre un gruppo notturno come la Samba Tropical. Infine il giorno delle Ceneri vengono consegnati diversi premi come miglior carro, regina del Carnevale, miglior musica, miglior gruppo.

### Festa de São Filipe
Festeggiata a Fogo, è la festa che commemora il ritrovamento della bandiera di San Filippo, festeggiata normalmente tra il 25 aprile e 1 maggio, nei giorni di festa si tengono corse di cavalli, si pestano le pannocchie per ottenere i semi di mais per fare il xérem e la cachupa, e si tengono anche processioni e messe nella Chiesa di São Filipe.

### Batuque
Musica caratterizzata da un singolo ritmo. Si suona battendo le mani con dei cuscinetti ripieni di sabbia. È accompagnata da un ballo dove specialmente si muove l'anca.

### Capodanno
Fim de ano in portoghese o Fimdón in creolo, viene festeggiato soprattutto a São Vicente con fuochi d'artificio e diverse feste. I bambini escono nelle strade per cantare San Silvestro e augurare buon anno alle persone.

### Festa de São João
Festa del 24 giugno, festa santa dove si onora San Giovanni Battista. Il giorno prima si organizzano grandi fuochi per saltarci sopra. Si festeggia con bevande come il Grog, e danze come la Colá San Jon. È festeggiata a São Vicente, São Nicolau e Santo Antão.

## Sport
La nazionale di calcio di Capo Verde ha raggiunto, nel 2013, i quarti di finale in Coppa d'Africa.

Il capoverdiano Mitu Monteiro è stato campione del mondo di kitesurf nel 2008.
La nazionale di pallacanestro di Capo Verde ha ottenuto nel 2023, per la prima volta nella sua storia, la qualificazione ad un Mondiale.

### Giochi olimpici
La prima medaglia olimpica per Capo Verde è stata conquistata nel pugilato da Daniel Varela de Pina, medaglia di bronzo ai Giochi di Parigi 2024